# 格兰比 (魁北克省)
格兰比（法語：Granby，發音：[ɡʁanbi]）是位于加拿大魁北克省西南的城市，2001年人口44,221人。

## 友好城市
| - 瑞士图恩 - 加拿大温莎 - 英国考文垂 - 法国圣艾蒂安 - 突尼斯哈马姆利夫 |  | - 塞内加尔若阿勒-法久特 - 美国雷恩 - 意大利安科纳 - 喀麦隆博基托 - 摩洛哥马拉喀什 |